# Cantonul Sainte-Enimie
Cantonul Sainte-Enimie este un canton din arondismentul Florac, departamentul Lozère, regiunea Languedoc-Roussillon, Franța.

## Comune
- Quézac
- La Malène
- Mas-Saint-Chély
- Montbrun
- Sainte-Enimie (reședință)